# Manolo Otero
Manuel Otero Aparicio, conhecido como Manolo Otero (Madrid, 25 de junho de 1942 — São Paulo, 1 de junho de 2011), foi um cantor e ator espanhol radicado no Brasil.

## Biografia
Era filho de um cantor de ópera e uma atriz, dos quais herdou as influências artísticas. Com voz sussurrante e boa aparência, foi um dos grandes nomes da música romântica das décadas de 70 e 80.
Cursou Filosofia e Letras na Universidade Complutense de Madrid e ficou famoso no ano de 1975 com seu primeiro álbum Todo el Tiempo del Mundo. Entre suas canções mais conhecidas estão María no más, Vuelvo a ti, Que ha de hacer para olvidarte, Te he querido tanto, Bella Mujer. 
Livro sobre as vivências de Manolo Otero (Diante de incontáveis pedidos de fãs, e pela necessidade de exorcizar seus fantasmas), Manolo Otero sem se preocupar com o rigor das datas, mas, somente com os “fatos”, fez incontáveis anotações, manuscritos originais, para ser fonte de pesquisa para seu livro. Infelizmente, Manolo veio a falecer. Sua viúva, Celeste Ferreira, convidou o escritor brasileiro, Nilton Bustamante o qual tem se destacado inclusive com láureas em duas academias de cultura de Paris, para montar o quebra-cabeça e dar corpo à alma dessas vivências incríveis. Nilton Bustamante preparou o livro escrito na primeira pessoa, homenageando, assim, o saudoso e inesquecível Manolo Otero. Em 2012, foi lançado o livro "Manolo Otero, por Manolo" pela Editora Polobooks, Brasil, tendo um CD com os principais sucessos de Manolo acompanhando, gratuitamente, o livro.

## Morte
Otero, de 68 anos, faleceu em 1 de junho de 2011, no Hospital das Clínicas de São Paulo, onde estava internado por causa de um câncer de fígado, como informou por telefone à Agência Efe Evandro Segato, da Vibra Produções, empresa que o representava no Brasil.